# 普里斯特島

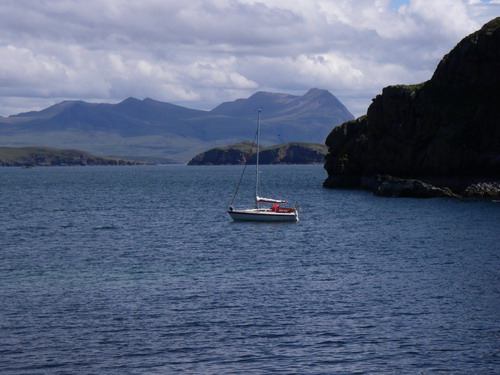

普里斯特島是蘇格蘭的島嶼，位於大西洋海域，屬於內赫布里底群島的一部分，面積1.22平方公里，最高點海拔高度78米，島上無人居住。
57°57.5′N 5°30′W / 57.9583°N 5.500°W